# Yukarıyahyasaray, Çayıralan
Yukarıyahyasaray là một xã thuộc huyện Çayıralan, tỉnh Yozgat, Thổ Nhĩ Kỳ. Dân số thời điểm năm 2010 là 594 người.